# Festival de Jazz de Bray

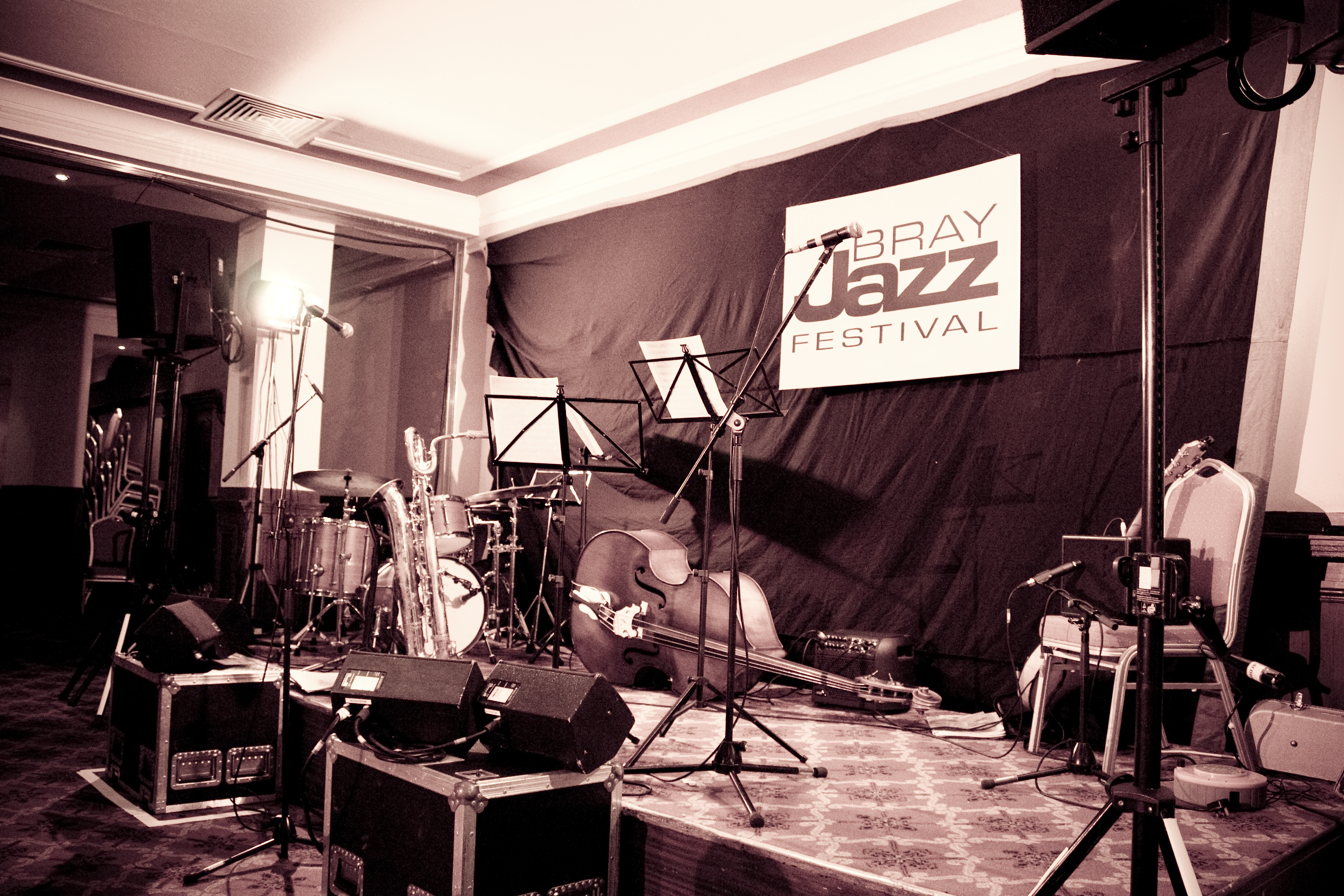
Escenario del Bray Jazz Festival en 2010.

El festival de Jazz de Bray es un festival musícal de jazz que tiene lugar en la ciudad de Bray, Condado de Wicklow, Irlanda durante el puente festivo del mes de mayo. 
El evento se ha ganado la reputación de ser el principal festival de jazz contemporáneo de Irlanda. Su primera edición fue en el año 2000. Una parte de los fondos fueron aportados por la fundación Ireland's National Millennium Fund. En el festival han actuado muchos de los principales músicos de jazz de Irlanda y del mundo en los diecisiete años desde su primera edición.
El festival es actualmente una de las principales citas del calendario jazzistico del país y ha sido descrito por el periódico irlandés The Irish Times como el festival de jazz para entendedidos y cómo uno de los mejores entre los pequeños festivales de jazz de Europa (All About Jazz).